# Романов, Вадим Владимирович
Вади́м Влади́мирович Рома́нов (23 апреля 1841 — 19 января 1890) — русский писатель.

## Биография
Окончил курс в Морском кадетском корпусе; был гласным петербургской думы.
Публиковал рассказы и очерки в журналах «Морской сборник», «Кронштадтский вестник», «Вестник Европы» («Листки из сибирского альбома: I. Дикий шаман. II. Бродяги. III. Саженный алмаз. IV. Только пять рублей», 1884, № 6), «Наблюдатель», «Новое время» и др.
Отдельно издал:
- собрание повестей, под заглавием: «Были без дум», под псевдонимом —дим —ов (1871), и
- «За Урал», рассказ из воспоминаний о Сибири (СПб., 1884).

Умер 19 января 1890 года. Похоронен на Новодевичьем кладбище в Санкт-Петербурге.